# Кораке ти знам
Кораке ти знам је песма босанскохерцеговачке певачице Маје Сар, са којом је представљала Босну и Херцеговину на Песми Евровизије 2012. године, одржаном у Бакуу. Постоји и италијанска верзија Passi Che Fai и енглеска верзија песме The Steps I Know.
Премијера песме „Кораке ти знам” одржана је 15. марта 2012. године. Песма је уврштена на листу нумера на њеном деби албуму из 2013. године „Криве ријечи“.